# K2-57
K2-57, EPIC 206026136 — одиночная звезда в созвездии Водолея на расстоянии приблизительно 864 световых лет (около 265 парсек) от Солнца. Видимая звёздная величина звезды — +14,5m. Возраст звезды оценивается как около 6,8 млрд лет.
Вокруг звезды обращается, как минимум, одна планета.

## Характеристики
K2-57 — оранжевый карлик спектрального класса K5V. Масса — около 0,699 солнечной, радиус — около 0,671 солнечного, светимость — около 0,1541 солнечной. Эффективная температура — около 4498 К.

## Планетная система
В 2016 году командой астрономов, работающих с фотометрическими данными в рамках проекта Kepler K2, было объявлено об открытии планеты K2-57 b.